# Sterrhochaeta semiradiata
Sterrhochaeta semiradiata är en fjärilsart som beskrevs av W. Warren 1907. Sterrhochaeta semiradiata ingår i släktet Sterrhochaeta och familjen mätare. Inga underarter finns listade i Catalogue of Life.